# Believe (셰어의 노래)
〈Believe〉는 미국의 가수 셰어의 22번째 스튜디오 음반 《Believe》(1998)에 수록된 곡이다. 1998년 10월 19일에 워너 브로스 레코드에서 리드 싱글로 발매되었다. 브라이언 히긴스, 매슈 그레이, 스튜어트 맥레넌, 티모시 파월이 작사·작곡한 데모곡이 수개월 동안 워너 브로스 내부에서 돌다가, 셰어의 새 음반에 수록할 곡을 찾던 롭 디킨스 워너 회장에게 제출되었다. 디킨스 회장은 이 곡에서 후렴구 외에는 큰 감명을 받지 못해서 스티브 토치와 폴 배리라는 두 명의 작곡가를 추가로 영입해 곡을 완성했다. 셰어도 일부 가사 작업에 참여했으나 작사가로 이름을 올리지는 못했다. 녹음은 웨스트런던에 있는 드림하우스 스튜디오에서 진행되었으며, 프로듀싱은 마크 테일러와 브라이언 롤링이 맡았다.
〈Believe〉는 경쾌한 댄스 팝과 일렉트로팝 장르의 곡으로, 셰어의 이전 음악과는 다른 방향을 보여주었다. 이 곡은 오토튠이라는 음성 처리 소프트웨어를 선구적으로 사용해 셰어의 목소리를 변조했는데, 이후 많은 가수들이 이를 따라하면서 '셰어 이펙트'라는 이름으로 알려지게 되었다. 이 곡의 가사는 힘든 이별 후 홀로 서는 과정을 담고 있다. 〈Believe〉는 긍정적인 평가를 받았는데, 평론가들은 이 곡의 세련된 사운드와 중독성 있는 리듬을 호평했고, 《Believe》에서 가장 돋보이는 곡이라고 평가하기도 했다. 이 노래는 셰어가 발매한 가장 중요한 곡 중 하나로 거론되어 왔다. 또한 제42회 그래미상에서 올해의 레코드 부문에 후보에 오른데 이어 최우수 댄스 레코딩 부문을 수상했는데, 이는 지금까지도 셰어의 유일한 그래미상 수상이기도 하다.
〈Believe〉는 23개국 이상의 레코드 차트에서 1위를 차지했으며, 1,100만 장 이상 판매되었다. 셰어가 상업적으로 가장 큰 성공을 거둔 싱글이자 음악 역사상 가장 많이 팔린 싱글 중 하나이기도 하다. 1998년 영국에서 가장 많이 팔린 노래였으며, 지금까지도 영국에서 여성 솔로 아티스트의 싱글 중 가장 많이 팔린 싱글로 기록되고 있다. 미국에서는 셰어가 이 노래를 통해 다섯 번째로 빌보드 핫 100 1위에 올랐으며, 1999년 연말 핫 100 싱글 차트에서도 1위를 차지했다. 나이젤 딕이 연출한 이 노래의 뮤직 비디오는 1999년 MTV 비디오 뮤직 어워드에서 최우수 댄스 비디오 부문에 후보로 올랐다.
셰어는 1999년 브릿 어워드, 산레모 음악제를 비롯해 미국 내외의 여러 토크 쇼와 예능 프로그램에서 이 노래를 불렀다. 이 노래는 셰어의 팬들이 가장 좋아하는 곡 중 하나로 남아 있으며, 셰어의 콘서트 투어에서 빠지지 않는 곡이기도 하다. 수많은 가수들이 이 노래를 커버했으며, 여러 영화나 TV 드라마에서도 이 곡이 불리거나 언급되었다. 여러 학자와 연구자들은 당시 틴 팝 위주였던 음악계에서 셰어가 신선하고 현대적인 음악을 발표하면서도 자신의 이미지를 유지하며 성공적으로 변신할 수 있었던 방식에 주목했으며, 또한 이 노래를 통해 셰어의 대중적 인기가 회복되며 팝 문화 아이콘으로서의 위치를 더욱 공고히 하는데 역할을 했다고 평가했다. 〈Believe〉는 기네스 세계 기록에도 올랐으며, 《롤링 스톤》은 이 곡을 역사상 가장 위대한 노래 500곡에 포함시켰다.

## 작사
브라이언 히긴스, 매슈 그레이, 스튜어트 맥레넌, 티모시 파월이 작사한 〈Believe〉의 데모 버전이 몇 달 동안 워너 레코드 내부에서 공유되었다. 프로듀서 마크 테일러는 "모두가 후렴구는 좋아했지만 나머지 부분은 마음에 들어하지 않았다."고 한다. 롭 디킨스 워너 회장은 제작사 드림하우스에 이 곡의 작업을 요청했고, 드림하우스는 셰어의 기존 팬들도 받아들일 수 있는 댄스 곡을 만들고자 했다. 그리고 작사가 스티브 토치와 폴 배리가 추가로 합류해 디킨스 회장과 셰어 모두 만족하는 노래를 완성했다.
셰어는 노래 속 주인공이 더 당당한 모습을 보여주길 원해서 2절의 가사를 "I need time to move on, I need love to feel strong / 'Cause I've had time to think it through and maybe I'm too good for you"라고 고쳐 썼다. 셰어는 이 노래가 "너무 징징거리는 것" 같아서 "좀 더 강인한 느낌"을 주고 싶었고, "첫 번째 절에서는 여자가 슬퍼할 수 있지만, 두번째 절까지 슬퍼할 수는 없다"고 이야기했다. 2023년, 셰어는 작사가 명단에 자신의 이름을 올리지 않은 것을 후회한다고 밝혔다.

## 녹음
〈Believe〉의 녹음은 1998년 중반에 런던 킹스턴어폰템스에 있는 메트로 프로덕션의 드림하우스 스튜디오에서 진행되었다. 파워 매킨토시 G3 초기 모델에서 큐베이스 VST를 사용해 작업했고, 클라비아 노드 랙과 오버하임 매트릭스 1000와 같은 신디사이저가 사용되었다. 셰어의 목소리는 노이만 U67 마이크를 사용해 세 대의 TASCAM DA-88 디지털 오디오 레코더에 녹음되었다.
셰어의 목소리에는 피치 콜렉션 소프트웨어인 오토튠이 적용되었다. 오토튠은 원래 보컬 녹음을 할 때 음이 높거나 낮게 빗나간 것을 미세하게 교정하기 위해 만들어진 도구였다. 하지만 테일러는 극단적인 세팅을 사용해 부자연스러울 정도로 빠른 보정을 만들어냈고, 이로 인해 노래에서 음과 음 사이를 자연스럽게 이어주는 포르타멘토가 제거되었다. 테일러는 셰어가 어떤 반응을 보일지 확신할 수 없었기 때문에 "이 부분이 프로젝트에서 가장 신경쓰였다."고 전했다. 워너 측에서 오토튠 효과를 지우고 싶었음에도 셰어는 이 효과를 그대로 유지하기를 고집했다. 프로듀서들은 처음에 오토튠을 사용했다는 사실을 숨기고 대신 보코더를 사용했다고 밝히기도 했다. 이후 이러한 효과를 다른 가수들이 따라하면서 '셰어 이펙트'라는 이름으로 불리게 되었다.

## 작곡
〈Believe〉는 유로댄스, 유로팝, 댄스, 댄스 팝, 일렉트로팝 장르의 노래이다. 이 곡에는 일렉트릭 라이트 오케스트라의 노래 〈Prologue〉와 〈Epilogue〉 일부가 샘플링한 부분이 있지만 크레딧에는 표시되지 않았다. 이 곡은 F♯ 장조로 녹음되었고 템포는 분당 133비트이다. 이 곡의 코드 진행은 F♯–C♯–G♯m–B–F♯–A♯m7–G♯m–D♯m이고, 셰어의 음역대는 가장 낮은 음인 F♯3부터 가장 높은 음인 C♯5까지 펼쳐진다.